# Star Wars: The Clone Wars (fumetto)
Star Wars: The Clone Wars è una serie a fumetti statunitense, pubblicata dalla Dark Horse Comics, basata sulla serie animata omonima. I disegni riprendono lo stile grafico della serie animata.
Inizialmente prevista come collana continua, è stata in seguito ridotta a miniserie, intitolata Star Wars The Clone Wars: Slaves of the Republic, composta da sei capitoli e scritto da Henry Gilroy (con i contributi di altri artisti che hanno lavorato alla serie, come Dave Filoni). Il primo numero è uscito il 10 settembre 2008. Il 18 gennaio 2009, il caporedattore della Dark Horse Randy Stradley ha annunciato la pubblicazioni di altri sei capitoli, composti da due storie in tre parti, scritti da Henry Gilroy e Steven Melching. È stato inoltre pubblicato un volume, realizzato per il Free Comic Book Day del 2009.
Il 28 dicembre 2009 Randy Stradley ha annunciato la cancellazione della serie, a causa del mercato dei giovani lettori di fumetti troppo piccolo. La serie a fumetti appartiene all'Universo espanso.

## Trama
Situato nel periodo tra i film L'attacco dei cloni e La vendetta dei Sith, questa serie a fumetti, ispirata dalla serie tv, è ambientata durante le guerre dei cloni. I protagonisti sono i Jedi Obi-Wan Kenobi, Anakin Skywalker, Yoda, Mace Windu, la giovane Padawan Ahsoka Tano e molti altri, impegnati nella battaglia contro l'esercito Separatista.

## Volumi

### Slaves of the Republic
- 1 The Mystery of Kiros (10 settembre 2008)
- 2 Slave Traders of Zygerria (15 ottobre 2008)
- 3 The Depths of Zygerria (10 dicembre 2008)
- 4 Auction of a Million Souls (11 febbraio 2009)
- 5 A Slave now, a Slave forever (15 aprile 2009)
- 6 Escape from Kadavo (13 maggio 2009)

### In Service of the Republic
- 7 In Service of the Republic, Prima parte (15 luglio 2009)
- 8 In Service of the Republic, Seconda parte (12 agosto 2009)
- 9 In Service of the Republic, Terza parte (16 settembre 2009)

### Hero of the Confederacy
- 10 Hero of the Confederacy, Prima parte (11 novembre 2009)
- 11 Hero of the Confederacy, Seconda parte (9 dicembre 2009)
- 12 Hero of the Confederacy, Terza parte (6 gennaio 2010)